# Philippe Muyters
Philippe Muyters (Anversa, 6 dicembre 1961) è un politico belga, membro della Nuova Alleanza Fiamminga.

## Biografia
Muyters è nato ad Anversa, è il fratello di Serge Muyters, che divenne il comandante della polizia di Anversa. È laureato presso le Facoltà universitarie Sint-Ignatius Anversa in economia applicata. Dal 2000 al 2009 è stato amministratore delegato di Voka (Camera di commercio e industria fiamminga). Nel 2009 è entrato a far parte del governo fiammingo, dove è divenuto ministro fiammingo delle finanze, del bilancio, del lavoro, della pianificazione territoriale e dello sport. Dopo le elezioni generali del 2010, è stato eletto senatore. Pertanto, ha rassegnato le dimissioni da ministro fiammingo, e ha prestato il giuramento come senatore.